# Revolta eslovaca de 1848-1849
La Revolta eslovaca de 1848-1849 o L'Aixecament d'Eslovàquia (en eslovac: Slovenské povstanie), va ser un aixecament dels eslovacs contra els hongaresos de l'Alta Hongria (ara Eslovàquia), dintre dels anys 1848 i 1849 en les nomenades revolucions de 1848 de l'Imperi Austríac de la Monarquia dels Habsburg. Que va durar des de setembre 1848 a novembre 1849.

## Antecedents
L'any 1848 es va observar en la història com un moment del cim al sentiment nacionalista entre les nacionalitats europees. La nació eslovaca, encara que no plenament conscient de l'etnicitat el 1848, va ser] sens dubte una part important [de les revoltes generals que es van produir e] les terres dels Habsburg. Després que el fervor revolucionari va deixar París el 1848, va viatjar a Viena, on un aixecament popular va enderrocar al govern reaccionari del príncep Klemens von Metternich el 13 de març de 1848. Aquest fervor revolucionari aviat es va estendre a les terres hongareses de l'Imperi. El 15 de març, les protestes massives a Buda i a Pest, juntament amb un anunci de la Dieta hongaresa, sota la direcció de Lajos Kossuth, van aconseguir que el Regne d'Hongria es declarés independent de la dominació dels Habsburg.

### Eslovacs abans de 1848

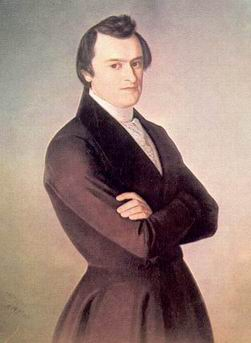
Michal Miloslav Hodža

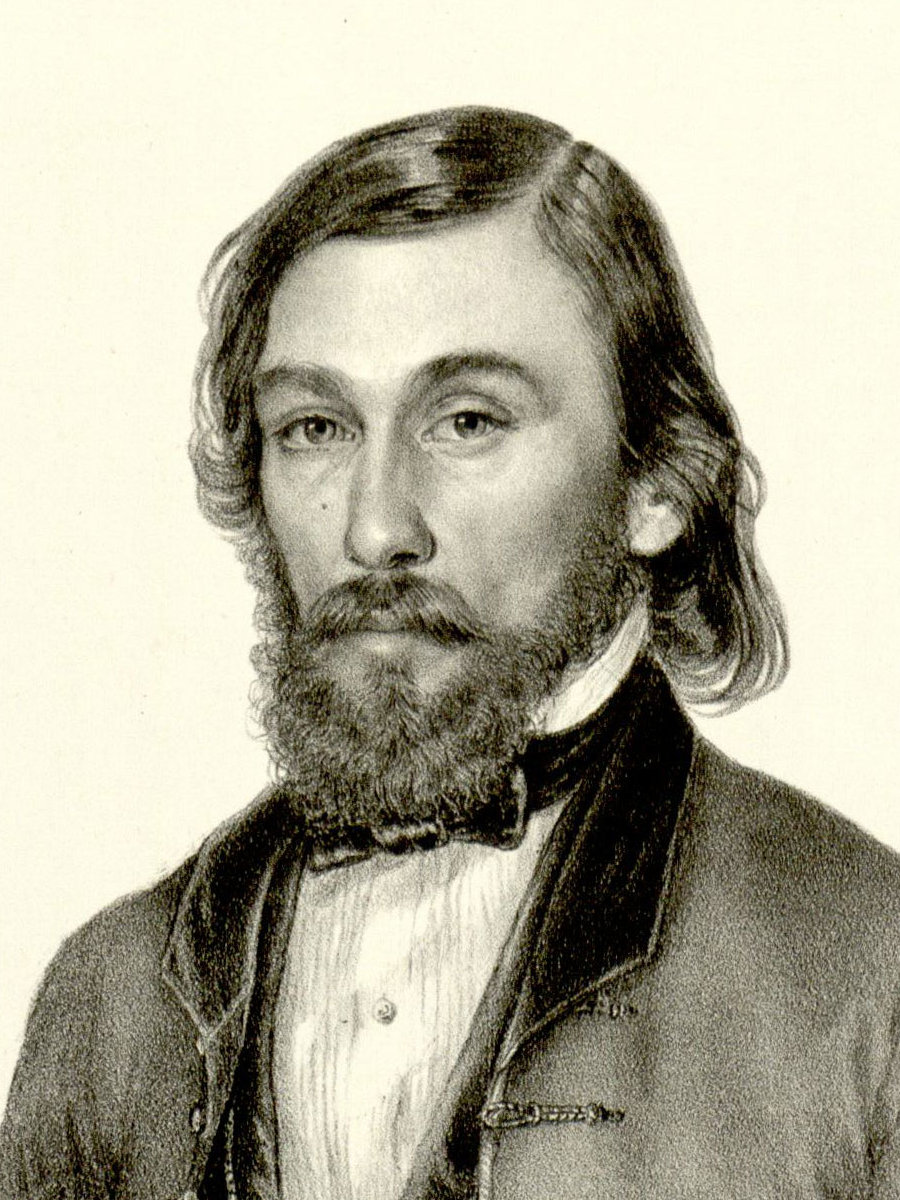
Jozef Miloslav Hurban

Els eslovacs no es van col·locar en un lloc destacat en aquesta primera ona de la revolució per arribar a terres controlades pels hongaresos. Els dies 26 al 28 de d'agost de 1844, una reunió entre ambdues confessions catòlica i protestant dels eslovacs es va realitzar junt amb altres faccions a Liptószentmiklós (avui: Liptovský Mikuláš). Aquest municipi de la regió de Žilina va ser la base del nacionalista eslovac Michal Miloslav Hodža, oncle de Milán Hodza, futur polític de Txecoslovàquia. La reunió, encara que amb menys participació catòlica, va formar una associació no sectària nomenada Tatrin per tal d'unir tots els grups d'Eslovàquia en un bloc nacional.
Els catòlics més tard es van involucrar més el 1847 amb la seva acceptació de l'estandardització de la llengua eslovaca per Ľudovít Štúr, qui va ser el primer en imprimir la seva primera emissió de Les notícies nacionals d'Eslovàquia l'1 d'agost de 1845. Això va ser seguit ràpidament per Jozef Miloslav Hurban en Vistes eslovaques en les Ciències, Arts i Literatura que no van tenir tant èxit com Štúr. Més enllà de la paraula impresa, representants del Moviment Nacional d'Eslovàquia van treballar en l'educació mitjana eslovaca promovent, escoles dominicals, biblioteques, teatre d'aficionats, i d'altres funcions socials. En l'agricultura, Samuel Jurkovič va fundar una cooperativa de crèdit al poble de Sobotište, nomenadaAssociació d'agricultors, que va ser el primer de la seva classe a Europa.

## Esdeveniments de 1848-1849
Els esdeveniments dels anys 1848-1849 van provocar l'esclat per a la Revolta eslovaca. Els eslovacs van començar a treballar amb els croats de Josip Jelacic mitjançant la creació d'un cos de voluntaris d'Eslovàquia. Aquest cos es va armar i es van reunir a Viena a l'agost i setembre de 1848. Per tal de portar aquesta revolta creixent, un Consell Nacional d'Eslovàquia es va organitzar a Viena. El consel es va compondre de Štúr, Hurban i Hodža -els «tres grans» dels grups nacionalistes eslovacs- amb el txec Frantisek Zach com a comandant en cap.

### Revolta

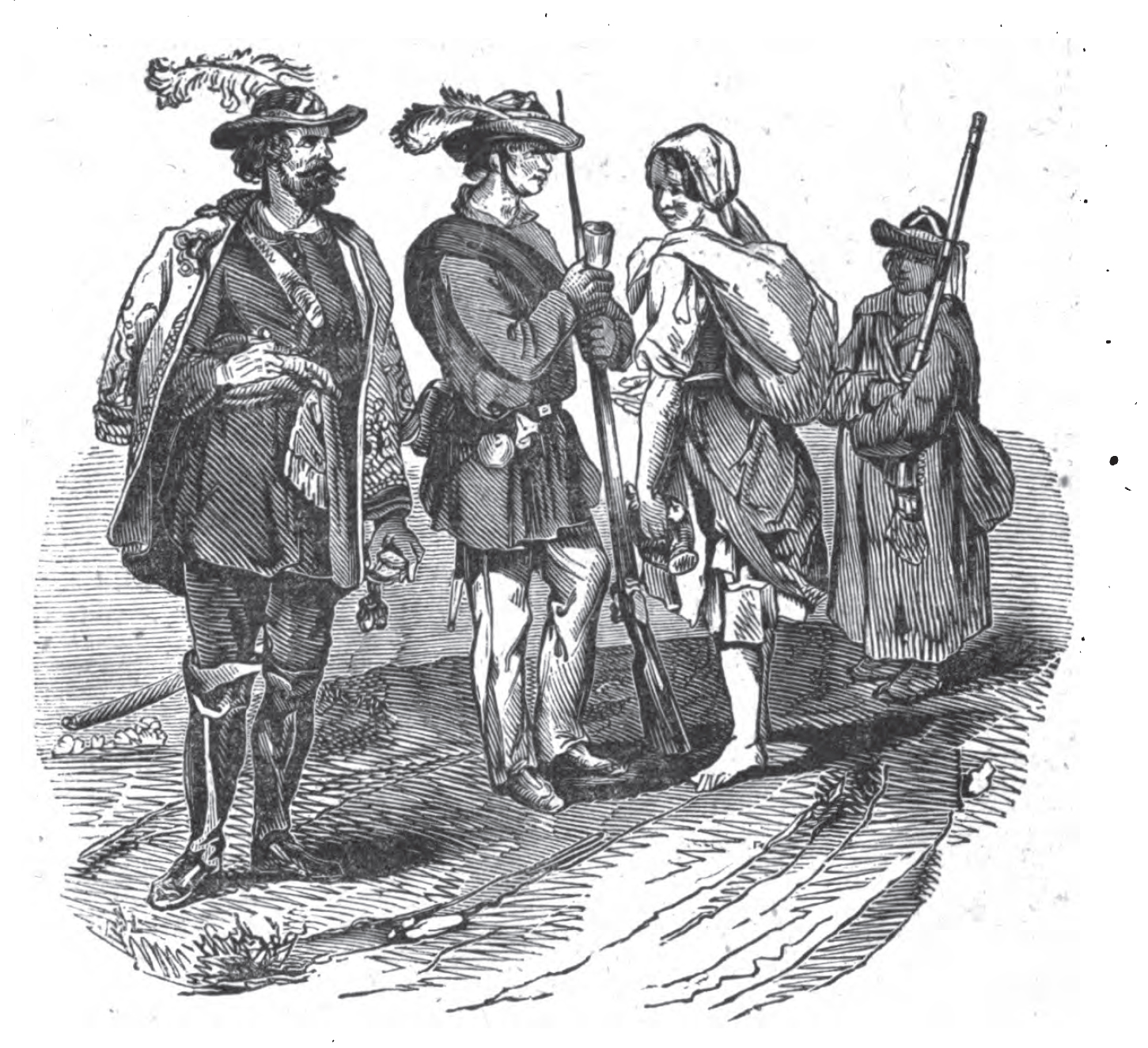
Voluntaris eslovacs, 1848/49

Inicialment, l'estratègia per al cos de voluntaris no estava clara. Tanmateix, el 16 de setembre es va prendre la decisió que els 600 homes del cos marxarien de Viena, per la vall del riu Váh i pels comtats de Turóc i Liptó a través de la ciutat moraviana del sud Břeclav. Quan els voluntaris van arribar a la frontera eslovaca, el dia 18, es van trobar amb 500 voluntaris més de Brno i Praga. Una vegada convocats, van rebre armes i van jurar a la bandera d'Eslovàquia. Malgrat la cooperació vienesa, quan els voluntaris es van trobar amb les tropes imperials en el camí a Myjava se les va considerar amb fredor per les tropes.
Una vegada que els voluntaris van arribar a Myjava, una assemblea dels eslovacs amb el president Hurban van prendre la decisió de separar-se d'Hongria el 19 de setembre de 1848. Les tropes imperials aviat van ordenar als voluntaris eslovacs deixar Myjava, encara que aquesta ordre va ser rebutjada i en lloc seu els cossos van atacar un destacament imperial i van confiscar els seus subministraments. Malgrat aquest acte desfavorable, les tropes imperials van ordenar a ambdues bandes donar fi als combats. Després d'alguns dies d'acció armada indecisa, els voluntaris es van retirar de nou au Moràvia. No gaire després, el nou comandant de les forces imperials enviat per restablir l'ordre al Regne d'Hongria, el comte von Lamberg, va ser atacat i mutilat per un grup iracund al centre de Budapest, a solament tres dies després de la seva arribada.
Després de liderar manifestacions d'activistes a Eperjes i Túrócszentmárton, Štúr i Hurban van encapçalar una delegació de vint i quatre homes per complir amb el nou emperador Francesc Josep I d'Àustria i amb una proposta per fer d'Eslovàquia un gran ducat autònom directament sota la supervisió de Viena amb representació a la Dieta Imperial. Els delegats també van sol·licitar una dieta provincial d'Eslovàquia, amb més poder en les escoles i institucions eslovaques. Malgrat una audiència formal amb l'emperador, no hi va haver progrés real i va fer que els eslovacs fossin enviats amb l'esperança d'obtenir resultats més productius en el futur.
Després de diverses batalles victorioses en la primavera de 1849, Lajos Kossuth i la Dieta hongaresa van declarar els Habsburg deposats el 14 d'abril de 1849. Per la mateixa època, el cos de voluntaris d'Eslovàquia, en gran part estacionada al comtat Àrva, s'ocupava de les lluites internes pròpies. Els conflictes entre els agents txecs i eslovacs aviat van provocar la dissolució efectiva dels cossos.
Després de la intervenció russa pel tsar Nicolau I de Rússia va provocar la caiguda gradual de Lajos Kossuth i la independència d'Hongria. Durant aquest període, el cos que havia restablert per última vegada en una «escombrada» aïllada d'unitats magiar fins l'eventual capitulació de les forces hongareses a Világos el 13 d'agost de 1849. El 9 d'octubre de 1849, l'exèrcit Imperial transferia al cos d'Eslovàquia dels territoris centrals d'Hongria sl superior de Pozsony, on es van dissoldre formalment el 21 de novembre de 1849. Això va marcar el final de la participació d'Eslovàquia en les revolucions de 1848 a 1849 que es va estendre pel continent europeu.